# Carl Brave

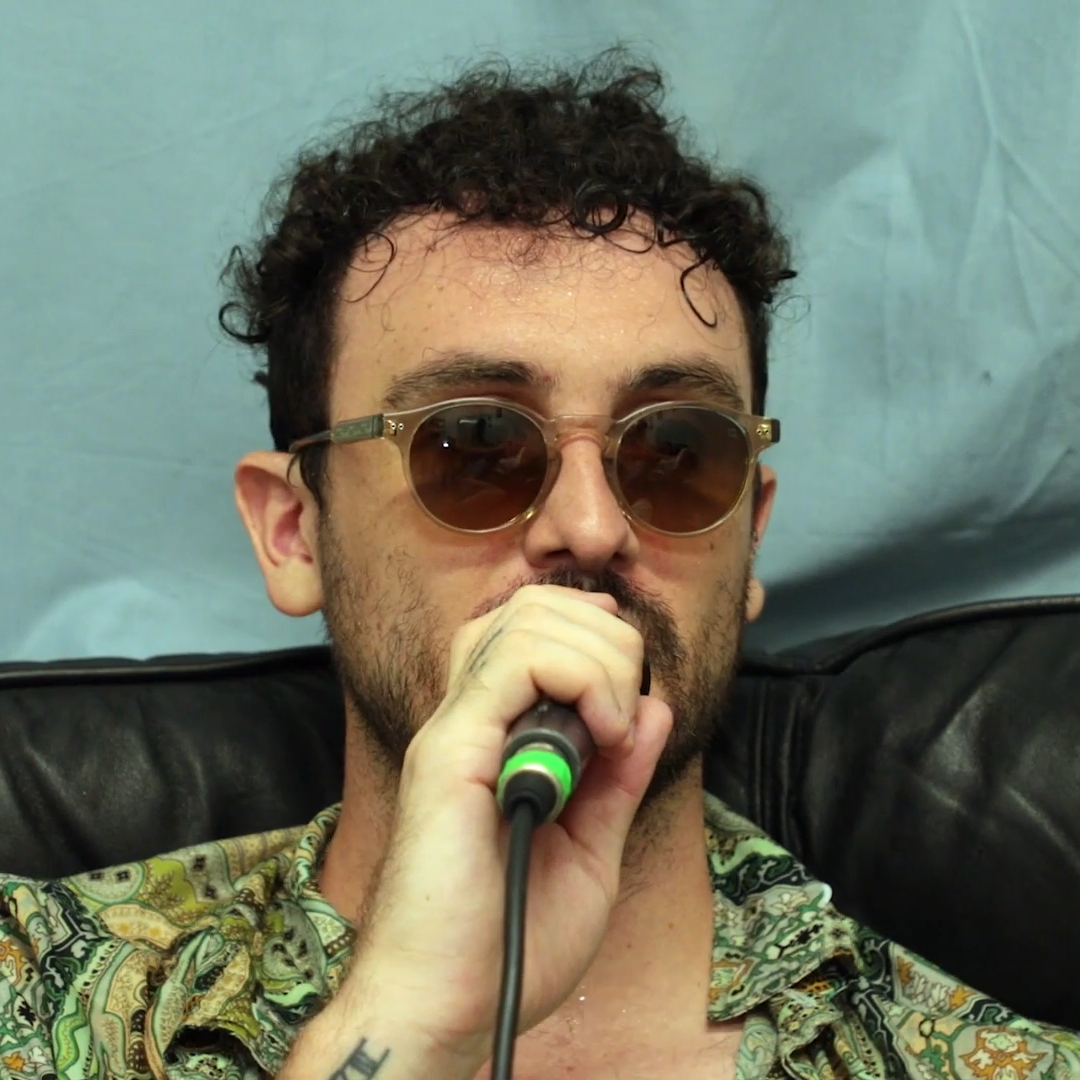
Carl Brave (2023)

Carl Brave (* 23. September 1989 in Rom als Carlo Luigi Coraggio) ist ein italienischer Rapper, der als Teil des Duos Carl Brave x Franco126 bekannt wurde.

## Werdegang
Der Rapper begann seine Karriere in der Hip-Hop-Crew Molto Peggio, die 2007 gegründet wurde. Nach diesen Erfahrungen legte er 2014 als Solo-Debüt die Brave EP vor und begann, mit der Crew 126 (oder CXXVI) zusammenzuarbeiten. Mit deren Mitglied Franco126 plante Brave ein Trap-Album mit dem Arbeitstitel Fase Rem, das jedoch nicht zustande kam. Dennoch bildeten die beiden fortan das feste Duo Carl Brave x Franco126 und begannen 2016, online gemeinsame Lieder zu veröffentlichen. Die Zusammenarbeit mündete im Album Polaroid, das im Mai 2017 veröffentlicht wurde. Das Duo ging im Anschluss auf Tournee und brachte noch weitere Lieder heraus, u. a. zusammen mit Coez; Anfang 2018 erschien eine Neuauflage von Polaroid.
Neben der Arbeit im Duo blieb Carl Brave auch solistisch aktiv und im Mai 2018 legte er sein erstes eigentliches Studioalbum vor, Notti brave. Das Album enthielt Kollaborationen mit bekannten Sängern und Rappern wie Fabri Fibra, Francesca Michielin, Gemitaiz, Emis Killa oder Federica Abbate und erreichte auf Anhieb die Spitze der Charts.

## Diskografie

### Alben
| Jahr | Titel Musiklabel                             | Höchstplatzierung, Gesamtwochen, AuszeichnungChartsChartplatzierungen (Jahr, Titel, Musiklabel, Platzierungen, Wochen, Auszeichnungen, Anmerkungen) | Anmerkungen                                                          | [↑]: gemeinsam behandelt mit vorhergehendem Eintrag; [←]: in beiden Charts platziert |
| Jahr | Titel Musiklabel                             | IT | Anmerkungen                                                          |                                                                                      |
| ---- | -------------------------------------------- | --- | -------------------------------------------------------------------- | ------------------------------------------------------------------------------------ |
| 2017 | Polaroid Bomba Dischi / Universal            | IT6 ×3Dreifachplatin · (175 Wo.)IT | Erstveröffentlichung: 5. Mai 2017 Verkäufe: + 150.000; mit Franco126 |                                                                                      |
| 2018 | Polaroid 2.0 Bomba Dischi / Universal[IT: ↑] | IT6 ×3Dreifachplatin · (175 Wo.)IT | Erstveröffentlichung: 16. Februar 2018; mit Franco126                |                                                                                      |
| 2018 | Notti Brave Universal                        | IT1 ×2Doppelplatin · (181 Wo.)IT | Erstveröffentlichung: 11. Mai 2018 Verkäufe: + 100.000               |                                                                                      |
| 2018 | Notti Brave (Doppio CD) Universal            | IT82 (2 Wo.)IT |                                                                      |                                                                                      |
| 2020 | Coraggio Universal                           | IT2 Platin · (52 Wo.)IT | Erstveröffentlichung: 17. Dezember 2020 Verkäufe: + 50.000           |                                                                                      |
| 2021 | Sotto Cassa Universal                        | IT98 (1 Wo.)IT | Erstveröffentlichung: 20. September 2021                             |                                                                                      |
| 2023 | Migrazioni Universal                         | IT22 (2 Wo.)IT | Erstveröffentlichung: 9. Juni 2023                                   |                                                                                      |
| 2025 | Notti Brave Amarcord Universal               | IT28 (4 Wo.)IT | Erstveröffentlichung: 2. Mai 2025                                    |                                                                                      |

### EPs
| Jahr | Titel                           | Höchstplatzierung, Gesamtwochen, AuszeichnungChartsChartplatzierungen (Jahr, Titel, Platzierungen, Wochen, Auszeichnungen, Anmerkungen) | Anmerkungen                                                |
| Jahr | Titel                           | IT | Anmerkungen                                                |
| ---- | ------------------------------- | --- | ---------------------------------------------------------- |
| 2018 | Notti Brave: After EP Universal | IT10 Platin · (51 Wo.)IT | Erstveröffentlichung: 30. November 2018 Verkäufe: + 50.000 |

Weitere EPs
- 2014: Brave EP

### Singles
| Jahr | Titel Album                                   | Höchstplatzierung, Gesamtwochen, AuszeichnungChartsChartplatzierungen (Jahr, Titel, Album, Platzierungen, Wochen, Auszeichnungen, Anmerkungen) | Anmerkungen                                                                                   |
| Jahr | Titel Album                                   | IT | Anmerkungen                                                                                   |
| --- | --------------------------------------------- | --- | --------------------------------------------------------------------------------------------- |
| 2016 | Sempre in due Polaroid                        | IT67 ×3Dreifachplatin · (38 Wo.)IT | Erstveröffentlichung: 10. Oktober 2016 Verkäufe: + 150.000; mit Franco126                     |
| 2017 | Argentario Polaroid 2.0                       | IT80 Gold · (1 Wo.)IT | Erstveröffentlichung: 22. November 2017 Verkäufe: + 25.000; mit Franco126                     |
| 2018 | Fotografia Notti brave                        | IT6 ×3Dreifachplatin · (41 Wo.)IT | Erstveröffentlichung: 1. Mai 2018 feat. Francesca Michielin & Fabri Fibra Verkäufe: + 150.000 |
| 2018 | Posso Notti brave: After EP                   | IT13 ×2Doppelplatin · (32 Wo.)IT | Erstveröffentlichung: 16. November 2018 feat. Max Gazzè Verkäufe: + 100.000                   |
| 2019 | Merci Notti brave: After EP                   | IT39 Platin · (16 Wo.)IT | Erstveröffentlichung: 22. März 2019 Verkäufe: + 50.000                                        |
| 2019 | Vivere tutte le vite Diari aperti             | IT23 ×2Doppelplatin · (26 Wo.)IT | Erstveröffentlichung: 3. Mai 2019 Verkäufe: + 140.000; mit Elisa                              |
| 2019 | Non ci sto –                                  | IT7 Platin · (13 Wo.)IT | Erstveröffentlichung: 29. August 2019 Verkäufe: + 70.000; mit Shablo & Marracash              |
| 2020 | Che poi Coraggio                              | IT8 Platin · (17 Wo.)IT | Erstveröffentlichung: 22. Januar 2020 Verkäufe: + 70.000                                      |
| 2020 | Regina coeli Coraggio                         | IT30 Gold · (9 Wo.)IT | Erstveröffentlichung: 10. März 2020 Verkäufe: + 35.000                                        |
| 2020 | Spigoli Coraggio                              | IT1 ×3Dreifachplatin · (38 Wo.)IT | Erstveröffentlichung: 12. Mai 2020 Verkäufe: + 210.000; mit Mara Sattei & Tha Supreme         |
| 2020 | Parli parli Coraggio                          | IT34 Platin · (16 Wo.)IT | Erstveröffentlichung: 9. Oktober 2020 feat. Elodie Verkäufe: + 70.000                         |
| 2021 | La prossima volta Red Bull 64 Bars, The Album | IT22 (1 Wo.)IT | Erstveröffentlichung: 5. Mai 2021 mit Gemitaiz                                                |
| 2021 | Makumba –                                     | IT4 ×3Dreifachplatin · (32 Wo.)IT | Erstveröffentlichung: 4. Juni 2021 Verkäufe: + 210.000; mit Noemi                             |
| 2022 | Hula-Hoop –                                   | IT35 Platin · (19 Wo.)IT | Erstveröffentlichung: 24. Juni 2022 Verkäufe: + 100.000; mit Noemi                            |
| 2025 | Perfect Notti brave amarcord                  | IT62 (… Wo.)IT | Erstveröffentlichung: 25. April 2025 feat. Sarah Toscano                                      |
| Folgende Lieder erschienen nicht als Single, wurden aber durch das Album zum Download und Streaming bereitgestellt und konnten somit eine Platzierung erlangen: |                                               | |                                                                                               |
| |                                               | |                                                                                               |
| 2017 | Barceloneta Faccio un casino                  | IT66 Platin · (8 Wo.)IT | Verkäufe: + 50.000; mit Franco126 und Coez                                                    |
| 2018 | Malibu Notti brave                            | IT11 Platin · (7 Wo.)IT | Verkäufe: + 50.000; feat. Gemitaiz                                                            |
| 2018 | Chapeau Notti brave                           | IT13 Platin · (6 Wo.)IT | Verkäufe: + 50.000; feat. Frah Quintale                                                       |
| 2018 | Parco Gondar Notti brave                      | IT21 Gold · (4 Wo.)IT | Verkäufe: + 25.000; feat. Coez                                                                |
| 2018 | Camel blu Notti brave                         | IT22 Platin · (5 Wo.)IT | Verkäufe: + 50.000; feat. Giorgio Poi                                                         |
| 2018 | Vita Notti brave                              | IT28 Platin · (3 Wo.)IT | Verkäufe: + 70.000                                                                            |
| 2018 | Noi Notti brave                               | IT32 Gold · (2 Wo.)IT | Verkäufe: + 25.000                                                                            |
| 2018 | Professorè Notti brave                        | IT41 (1 Wo.)IT |                                                                                               |
| 2018 | La cuenta Notti brave                         | IT43 (1 Wo.)IT | feat. Franco126 & Federica Abbate                                                             |
| 2018 | Pub Crawl Notti brave                         | IT44 Gold · (1 Wo.)IT | Verkäufe: + 25.000                                                                            |
| 2018 | Bretelle Notti brave                          | IT45 (1 Wo.)IT | feat. Emis Killa                                                                              |
| 2018 | E10 Notti brave                               | IT57 (1 Wo.)IT | feat. Pretty Solero & B                                                                       |
| 2018 | Scusa Notti brave                             | IT72 (1 Wo.)IT | feat. Ugo Borghetti & B                                                                       |
| 2018 | Pianto Noisy Notti brave                      | IT74 (1 Wo.)IT |                                                                                               |
| 2018 | Spunte blu Notti brave: After EP              | IT21 Gold · (2 Wo.)IT | Verkäufe: + 25.000; feat. Gué Pequeno                                                         |
| 2018 | Ridere di noi Notti brave: After EP           | IT44 Gold · (1 Wo.)IT | Verkäufe: + 35.000; feat. Luchè                                                               |
| 2018 | Comunque Notti brave: After EP                | IT60 (1 Wo.)IT |                                                                                               |
| 2018 | Mezzo Cocktail Notti brave: After EP          | IT75 (1 Wo.)IT | feat. Ugo Borghetti                                                                           |
| 2018 | Termini Notti brave: After EP                 | IT98 (1 Wo.)IT |                                                                                               |
| 2020 | Parte di me Mr. Fini                          | IT24 Gold · (3 Wo.)IT | Verkäufe: + 35.000; mit Guè Pequeno                                                           |
| 2020 | Shangai Coraggio                              | IT41 Gold · (3 Wo.)IT | Verkäufe: + 35.000                                                                            |
| 2020 | Eccaallà Coraggio                             | IT78 (1 Wo.)IT |                                                                                               |
| 2020 | Gemelli Coraggio                              | IT97 (1 Wo.)IT |                                                                                               |
| 2021 | Sogni lucidi Obe                              | IT33 (2 Wo.)IT | mit Mace & Rosa Chemical                                                                      |

Weitere Singles
- 2017: Pellaria (mit Franco126) – Platin (50.000+)[4]
- 2017: Lucky Strike (mit Franco126) – Gold (25.000+)[4]
- 2017: Alla tua (mit Franco126) – Gold (25.000+)[4]
- 2017: Tararì, tararà (mit Franco126) – Platin (50.000+)[4]
- 2017: Solo guai (mit Franco126) – Platin (50.000+)[4]
- 2017: Polaroid (mit Franco126) – Platin (50.000+)[4]
- 2017: Noccioline (mit Franco126) – Platin (50.000+)[4]
- 2017: Interrail (Frenetik&Orang3 feat. Carl Brave & Franco126) – Gold (25.000+)[4]
- 2018: Enjoy (mit Franco126) – Gold (25.000+)[4]
- 2018: Per favore (mit Franco126) – Gold (25.000+)[4]

### Gastbeiträge
| Jahr | Titel Album                             | Höchstplatzierung, Gesamtwochen, AuszeichnungChartsChartplatzierungen (Jahr, Titel, Album, Platzierungen, Wochen, Auszeichnungen, Anmerkungen) | Anmerkungen                                                                                  |
| Jahr | Titel Album                             | IT | Anmerkungen                                                                                  |
| --- | --------------------------------------- | --- | -------------------------------------------------------------------------------------------- |
| 2020 | Marionette Montagne russe               | IT52 (1 Wo.)IT | Erstveröffentlichung: 27. März 2020 Random feat. Carl Brave                                  |
| 2021 | Di notte Gemelli (ascendente Milano)    | IT17 Platin · (16 Wo.)IT | Erstveröffentlichung: 21. Mai 2021 Ernia feat. Sfera Ebbasta & Carl Brave Verkäufe: + 70.000 |
| Folgende Lieder erschienen nicht als Single, wurden aber durch das Album zum Download und Streaming bereitgestellt und konnten somit eine Platzierung erlangen: |                                         | |                                                                                              |
| |                                         | |                                                                                              |
| 2018 | Senza cuore & senza nome Supereroe      | IT27 (2 Wo.)IT | Emis Killa feat. Carl Brave                                                                  |
| 2018 | Borotalco Enemy                         | IT11 Gold · (2 Wo.)IT | Noyz Narcos feat. Carl Brave x Franco126 Verkäufe: + 25.000                                  |
| 2019 | Impressione Dove gli occhi non arrivano | IT21 (3 Wo.)IT | Rkomi feat. Carl Brave                                                                       |
| 2020 | Rollercoaster QVC9                      | IT31 (1 Wo.)IT | Gemitaiz feat. Carl Brave                                                                    |
| 2020 | Slatt Giovane rondo                     | IT10 (22 Wo.)IT | Rondodasosa feat. Carl Brave                                                                 |
| 2021 | Bugie Madame                            | IT15 Platin · (6 Wo.)IT | Madame feat. Rkomi & Carl Brave Verkäufe: + 100.000                                          |
| 2022 | Mosaici X2                              | IT24 (2 Wo.)IT | Sick Luke feat. Gaia & Carl Brave                                                            |
| 2022 | Marmellata Botox                        | IT44 Gold · (4 Wo.)IT | Night Skinny feat. Carl Brave, Pyrex, Rkomi & VillaBanks Verkäufe: + 50.000                  |

## Belege
1. ↑  Carl Brave: età, vero nome, fidanzata, altezza, Noemi, canzoni, Instagram. In: DonnaPOP. 21. Juni 2021, abgerufen am 24. Februar 2022 (italienisch).
2. ↑  Biografia di Carl Brave x Franco 126. In: Rockol.it. Abgerufen am 1. Juli 2018 (italienisch).
3. ↑  Alben von Carl Brave. In: Italiancharts.com. Hung Medien, abgerufen am 3. Mai 2021.
4. 1 2 3 4 5 6 7 8 9 10 11 12 13 14 15 16 17 18 19 20 21 22 23 24 25 26 27 28 29 30 31 32 33 34 35 36 37 38 39 40 41 42 43  Auszeichnungsarchiv, Carl Brave. FIMI, abgerufen am 17. Dezember 2024.
5. ↑  Alben von Carl Brave. In: Italiancharts.com. Hung Medien, abgerufen am 3. Oktober 2021.
6. 1 2  Archivio classifiche Top Singoli. FIMI, abgerufen am 17. Dezember 2024 (italienisch).

| Personendaten    | Personendaten                       |
| ---------------- | ----------------------------------- |
| NAME             | Brave, Carl                         |
| ALTERNATIVNAMEN  | Coraggio, Carlo Luigi (Geburtsname) |
| KURZBESCHREIBUNG | italienischer Rapper                |
| GEBURTSDATUM     | 23. September 1989                  |
| GEBURTSORT       | Rom                                 |